# Rudolf Gerke
Rudolf Gerke (ur. 27 stycznia 1914 w Brześciu Kujawskim, zm. 28 marca 1994 w Warszawie) – polski inżynier mechanik, specjalista w zakresie maszyn rolniczych.

## Życiorys
W 1931 ukończył szkołę średnią i rozpoczął studia na Politechnice Warszawskiej, które przerwał w 1934, a następnie odbył roczną służbę wojskową. Od 1935 studiował na Wydziale Teologii Ewangelickiej Uniwersytetu Warszawskiego, w 1939 uzyskał dyplom ukończenia. Podczas II wojny światowej uczestniczył w konspiracji, był żołnierzem Armii Krajowej. W 1945 rozpoczął pracę w Zjednoczeniu Przemysłu Maszyn Rolniczych, gdzie pełnił funkcję naczelnika wydziału, głównego specjalisty ds. technicznych. W 1946 został aresztowany za przynależność do Armii Krajowej i był więziony w Łodzi i Mińsku Mazowieckim. Po wyjściu na wolność powrócił do pracy w Zjednoczeniu, gdzie został głównym inżynierem oraz naczelnym specjalistą ds. nowych uruchomień. Równocześnie wznowił studia mechaniczne na Politechnice Warszawskiej, w 1959 uzyskał tytuł inżyniera mechanika, a w 1961 magistra inżyniera mechanika. Od 1957 był redaktorem naczelnym czasopisma "Maszyny Rolnicze", dwa lata później doprowadził do przemianowania czasopisma z kwartalnika w dwumiesięcznik. W 1959 był organizatorem Biura Pełnomocnika Rządu ds. zaopatrzenia rolnictwa w maszyny i urządzenia techniczne, pełnił tam do 1966 funkcję kierownika. W 1974 został zastępcą dyrektora ds. prognozowania i rozwoju w Przemysłowym Instytucie Maszyn Rolniczych i piastował ta funkcję do przejścia na emeryturę w 1981. W 1987 przestał pełnić funkcję redaktora naczelnika miesięcznika "Maszyny Rolnicze", został wówczas powołany na członka honorowego Rady Programowej.
Pochowany na Cmentarzu ewangelicko-augsburskim w Warszawie (aleja 65/1/12).

## Odznaczenia
- Krzyż Kawalerski Orderu Odrodzenia Polski;
- Złoty Krzyż Zasługi;
- Medal Komisji Edukacji Narodowej;
- Złota Odznaka Honorowa NOT;
- Srebrna Odznaka Honorowa NOT;
- Złota Odznaka SIMP.